# Martinsville (Indiana)
Martinsville es una ciudad ubicada en el condado de Morgan en el estado estadounidense de Indiana. En el Censo de 2020 tenía una población de 11,932 habitantes y una densidad poblacional de 1.013,05 personas por km².

## Geografía
Martinsville se encuentra ubicada en las coordenadas 39°25′20″N 86°25′15″O / 39.42222, -86.42083. Según la Oficina del Censo de los Estados Unidos, Martinsville tiene una superficie total de 11.68 km², de la cual 11.63 km² corresponden a tierra firme y (0.4%) 0.05 km² es agua.

## Demografía
Según el censo de 2010, había 11828 personas residiendo en Martinsville. La densidad de población era de 1.013,05 hab./km². De los 11828 habitantes, Martinsville estaba compuesto por el 97.47% blancos, el 0.2% eran afroamericanos, el 0.32% eran amerindios, el 0.36% eran asiáticos, el 0.13% eran isleños del Pacífico, el 0.55% eran de otras razas y el 0.96% pertenecían a dos o más razas. Del total de la población el 1.3% eran hispanos o latinos de cualquier raza.